# Hetti Bywater
Harriet Jessica Phoebe „Hetti“ Bywater (* 10. September 1994 in East Sussex) ist eine britische Schauspielerin.

## Leben und Karriere
Bywater wuchs in East Sussex auf und besuchte das Claverham Community College in Battle. Sie studierte am Theatre Workshop in Sussex. Ihr Debüt gab sie jeweils in einer Folge in Casualty und in Doctors. Anschließend war sie 2012 in dem Film Footsoldiers of Berlin – Ihr Wort ist Gesetz zu sehen. Im selben Jahr übernahm Bywater die Rolle der Lucy Beale in EastEnders und ersetzte damit die vorherige Darstellerin Melissa Suffield. Von 2016 bis 2017 trat sie in Delicious auf.

## Filmografie
Filme
- 2012: Footsoldiers of Berlin – Ihr Wort ist Gesetz (St George’s Day)

Serien
- 2011: Casualty
- 2011: Doctors
- 2012–2015: EastEnders
- 2015: Death in Paradise
- 2015: Çılgın Dersane Üniversitede
- 2016–2017: Delicious